# Sant Sauva
Saint-Sauves-d'Auvergne és un municipi francès situat al departament del Puèi Domat i a la regió d'Alvèrnia-Roine-Alps. L'any 2007 tenia 1.140 habitants.

## Demografia

### Població
El 2007 la població de fet de Saint-Sauves-d'Auvergne era de 1.140 persones. Hi havia 488 famílies de les quals 164 eren unipersonals (96 homes vivint sols i 68 dones vivint soles), 164 parelles sense fills, 140 parelles amb fills i 20 famílies monoparentals amb fills.
La població ha evolucionat segons el següent gràfic:
Habitants censats

### Habitatges
El 2007 hi havia 757 habitatges, 512 eren l'habitatge principal de la família, 155 eren segones residències i 90 estaven desocupats. 650 eren cases i 101 eren apartaments. Dels 512 habitatges principals, 381 estaven ocupats pels seus propietaris, 101 estaven llogats i ocupats pels llogaters i 30 estaven cedits a títol gratuït; 7 tenien una cambra, 44 en tenien dues, 108 en tenien tres, 177 en tenien quatre i 176 en tenien cinc o més. 346 habitatges disposaven pel capbaix d'una plaça de pàrquing. A 257 habitatges hi havia un automòbil i a 204 n'hi havia dos o més.

### Piràmide de població
La piràmide de població per edats i sexe el 2009 era:
| Homes | Edats   | Dones |
| ----- | ------- | ----- |
| 4     | 95 o +  | 4     |
| 12    | 90 a 94 | 4     |
| 8     | 85 a 89 | 20    |
| 12    | 80 a 84 | 8     |
| 36    | 75 a 79 | 32    |
| 48    | 70 a 74 | 20    |
| 24    | 65 a 69 | 40    |
| 24    | 60 a 64 | 16    |
| 32    | 55 a 59 | 16    |
| 32    | 50 a 54 | 36    |
| 44    | 45 a 49 | 28    |
| 44    | 40 a 44 | 44    |
| 76    | 35 a 39 | 60    |
| 16    | 30 a 34 | 20    |
| 28    | 25 a 29 | 32    |
| 28    | 20 a 24 | 16    |
| 20    | 15 a 19 | 32    |
| 28    | 10 a 14 | 32    |
| 20    | 5 a 9   | 0     |
| 12    | 0 a 4   | 36    |

## Economia
El 2007 la població en edat de treballar era de 747 persones, 553 eren actives i 194 eren inactives. De les 553 persones actives 513 estaven ocupades (281 homes i 232 dones) i 40 estaven aturades (18 homes i 22 dones). De les 194 persones inactives 71 estaven jubilades, 55 estaven estudiant i 68 estaven classificades com a «altres inactius».

### Ingressos
El 2009 a Saint-Sauves-d'Auvergne hi havia 489 unitats fiscals que integraven 1.088,5 persones, la mediana anual d'ingressos fiscals per persona era de 15.101 €.

### Activitats econòmiques
Dels 50 establiments que hi havia el 2007, 2 eren d'empreses extractives, 2 d'empreses alimentàries, 2 d'empreses de fabricació d'altres productes industrials, 2 d'empreses de construcció, 14 d'empreses de comerç i reparació d'automòbils, 4 d'empreses de transport, 6 d'empreses d'hostatgeria i restauració, 1 d'una empresa financera, 1 d'una empresa immobiliària, 6 d'empreses de serveis, 4 d'entitats de l'administració pública i 6 d'empreses classificades com a «altres activitats de serveis».
Dels 11 establiments de servei als particulars que hi havia el 2009, 1 era una oficina de correu, 1 taller de reparació d'automòbils i de material agrícola, 1 fusteria, 1 lampisteria, 4 perruqueries i 3 veterinaris.
Dels 6 establiments comercials que hi havia el 2009, 1 era una botiga de menys de 120 m², 2 fleques, 2 carnisseries i 1 una llibreria.
L'any 2000 a Saint-Sauves-d'Auvergne hi havia 54 explotacions agrícoles que ocupaven un total de 2.706 hectàrees.

## Equipaments sanitaris i escolars
L'únic equipament sanitari que hi havia el 2009 era una farmàcia.
El 2009 hi havia una escola elemental.

## Poblacions més properes
El següent diagrama mostra les poblacions més properes.